# アーチャー・アヴィエーション
アーチャー・アヴィエーション（英語: Archer Aviation）とは、アメリカ合衆国カリフォルニア州パロアルトを拠点とするeVTOL（空飛ぶクルマ）の開発を手掛けるスタートアップ企業。
創業者の2人はメンテナンスとエネルギーコストが低いeVTOLをライドシェアサービスで運用することで、最終的には都市上空のエアタクシーを一般の人々の手に届く価格まで引き下げ、都市が抱える交通問題と環境問題を解決することを目指している。　

## 歴史
2018年にアダム・ゴールドステイン（Adam Goldstein）ブレット・アドコック（Brett Adcock）によって創業された。創業者の2人は航空業界での経験がなく同業のジョビー・アヴィエーション、エアバス、Wiskなどからエンジニアを引き抜いている。
2020年5月 4人乗りの大型固定翼機「Archer（アーチャー）」が発表された｡
2021年1月 大手自動車メーカーステランティス（フィアット・クライスラー・オートモービルズ）との提携を発表、今後アーチャーはステランティスが持つ機体量産に関するノウハウや技術の面で支援を受けることになる｡
2021年2月 アメリカの航空大手ユナイテッド航空からアーチャーへの投資が発表された。投資時の取り決めの一環としてユナイテッド航空側がアーチャーに対して200機のeVTOLを発注した。アーチャー側はユナイテッド航空からFAAの型式証明取得への協力など航空関連のノウハウで支援を受ける。　
2021年前半 2人乗りの小型機で飛行テストを行う（予定）。
2023年 4人乗りの機体の大量生産を開始（予定）。
2024年 都市上空でのエアタクシーサービスを開始（予定）。